# 林婉瑜
林婉瑜（1977年11月—），本名林佳諭，臺灣臺中市人，臺灣作家、作詞人。畢業於國立臺北藝術大學戲劇系，主修劇本創作，著有詩集《那些閃電指向你》、散文集《我沒有談的那場戀愛》等數種。

## 關於詩人
林婉瑜自20歲開始寫詩，詩作曾獲2014年臺灣詩選年度詩獎、第11屆臺北文學年金、林榮三文學獎、時報文學獎、詩路2000年年度詩人獎、全國優秀青年詩人獎等。
林婉瑜的詩作〈午後書店告白〉被改編成微電影。此外，林婉瑜在2015年開始也陸續創作流行音樂歌詞，曾幫孫盛希、蔣卓嘉、李宣榕、黃綺珊等歌手撰寫歌詞並公開發行。
2022年，Netflix台劇《她和她的她》上映，第九集出現的所有詩句皆出自林婉瑜。該劇女主角許瑋甯在微信公眾號「為你讀詩」朗讀林婉瑜的詩作〈世界的孩子〉。
2023年，流行音樂界雙人組合「Limi」以林婉瑜的詩作〈那些閃電指向你〉發想、創作同名單曲並發行。同年，長榮航空迎賓卡（詩卡）邀請林婉瑜進行為期一年的合作。

## 相關研究與評論
小說家王文興稱讚林婉瑜的詩作「具有深度，美感，與奇思妙想」。作家柯裕棻認為，林婉瑜在《那些閃電指向你》的風格「清亮透明」，不拘泥於形式當中，擅長透過新的意象書寫大自然與日常。
對於詩集《愛的24則運算》，國立清華大學李癸雲教授指出林婉瑜長於抒情和重組事物，儘管書名有「愛」，但整本詩集是關於自由的；東吳大學楊瀅靜教授則表示林婉瑜的散文集《我沒有談的那場戀愛》是一本關於感情與回憶的文本。此外，詩人沈眠稱林婉瑜在這本詩集「修煉得更明晰俐落」，較少傳統詩歌語言的調度，當中的「創意」是和過往詩集的最大的不同。
對於再版的詩文集《可能的花蜜》，國立台灣大學洪淑苓教授表示這和初版的詩集旨趣不同：詩集《可能的花蜜》附錄的篇名對照地點凸顯了「都市詩」，而詩文集《可能的花蜜》則照應到「人與事」，涉及的空間在台北之外更擴及了台中。
加州大學戴維斯分校奚密教授評論林婉瑜的詩集《模糊式告白》：
在林婉瑜的詩裡我們看到她對世俗價值的質疑，對自然與兒童的認同，對愛情的思考和對自我的堅持。她的文字、聲音、意象、圖案……構成一個充滿想像力和趣味，既感性又智性的世界。
林婉瑜主編《2022臺灣詩選》一書，為「爾雅版－現代詩刊版－創世紀詩刊版－臺灣詩學季刊版－二魚版」此一臺灣詩選脈絡中，第一位女性主編。

## 著作

### 詩集專著
- 《剛剛發生的事》（台北：洪範書店，2007）
- 《剛剛發生的事‧十周年精選加新作典藏版》（台北：麥田，2018）
- 《可能的花蜜》（台北：馥林文化，2011）
- 《可能的花蜜‧十周年精選加新作典藏版》（台北：尖端，2021）
- 《那些閃電指向你》（台北：洪範書店，2014；2017；2018）
- 《愛的24則運算》（台北：聯合文學，2017；2018）
- 《模糊式告白》（台北：洪範書店，2020）

### 散文專著
- 《我沒有談的那場戀愛》（台北：尖端，2019）

### 主編詩選
- 《回家：顧城精選詩集》（台北：木馬文化，2005；2016）
- 《2022臺灣詩選》（台北：二魚文化，2023）

### 收錄文選
- 《網路新詩紀：詩路2000年詩選》（台北：未來書城，2001）
- 《新詩讀本》（台北：二魚文化 ，2012）
- 《青春無敵早點詩：中學生新詩選》（台北：親子天下，2012）
- 《生活的證據：國民新詩讀本》（台北：麥田，2023）
- 《新詩三百首百年新編（1917~2017）：台灣篇2》（台北：九歌，2017）
- 《媽媽+1：二十首絕望與希望的媽媽之歌》（台北：黑眼睛文化，2018）
- 《詩心引力：磁力詩生活萬用曆》（台北：聯經，2020）

## 作詞
- 孫盛希〈迷些路〉feat.Matzka
- 黃綺珊〈I will be good〉
- 蔣卓嘉〈迷路是為了遇見你〉
- 徐靖玟〈不存在的戀愛〉
- 李宣榕〈想念的時候〉
- Limi〈那些閃電指向你〉
- 梁文音〈慢一點〉

## 資料來源
1. ↑  . 國立台灣文學館. 2019-03-23  [2022-02-09]. （原始内容存档于2022-02-09）.
2. ↑  鍾詠絜.  (碩士论文). 國立彰化師範大學. 2014.
3. ↑  . 中華民國文化部. 2016-04-28  [2024-07-23]. （原始内容存档于2024-07-27）.
4. ↑  葉冠吟. . 中央通訊社. 2022-11-02  [2023-03-24]. 原始内容存档于2023-03-24.
5. ↑  .   [2023-03-24]. （原始内容存档于2023-03-24）.
6. ↑  許瑞麟. . Yahoo奇摩新聞. 2023-07-17  [2024-07-23]. （原始内容存档于2024-07-26）.
7. ↑  林婉瑜. . Facebook. 2023-11-26  [2024-12-17] （中文（臺灣））.
8. ↑  王文興. . 臺中文學館. 2016-08-15.
9. ↑  柯裕棻. . 自由時報. 2014-12-03.
10. ↑  李癸雲. . 文訊雜誌. 2017-05.
11. ↑  楊瀅靜. . 文訊雜誌. 2020-06.
12. ↑  沈眠. . 博客來OKAPI. 2017-05-19  [2024-06-21]. （原始内容存档于2024-06-21）.
13. ↑  洪淑苓. . 文訊雜誌. 2021-12  [2024-06-21]. （原始内容存档于2024-06-21）.
14. ↑  奚密. . 文訊雜誌: 127–129. 2020-05.
15. ↑  林婉瑜. . 聯合報. 2023-05-26  [2024-12-17]. （原始内容存档于2024-12-27）.
16. ↑  楊宗翰. . 聯合報. 2023-11-04  [2024-12-17]. （原始内容存档于2025-04-19）.